# Épinouze
Épinouze – miejscowość i gmina we Francji, w regionie Owernia-Rodan-Alpy, w departamencie Drôme.
Według danych na rok 1990 gminę zamieszkiwało 968 osób, a gęstość zaludnienia wynosiła 86 osób/km² (wśród 2880 gmin regionu Rodan-Alpy Épinouze plasuje się na 799. miejscu pod względem liczby ludności, natomiast pod względem powierzchni na miejscu 1031.).